# Marie Laure N'Goran
Marie Laure N'Goran, née le 6 août, est une journaliste et présentatrice ivoirienne de télévision à la Radiodiffusion télévision ivoirienne (RTI).

## Biographie
Diplômée de l'Institut des sciences et techniques de la communication (ISTC) et de l'université Alassane-Ouattara de Bouaké en sciences juridiques, administratives et de gestion,,, elle fait un stage non concluant à la Maison Bleue en 2004. Puis bosse à l’Organisation des Nations unies pour l’Alimentation et l’Agriculture (FAO)  entre 2004 à 2011.
En 2011, elle est recrutée par la première chaîne de télévision ivoirienne (RTI). Elle débute comme présentatrice du journal de 23 h puis présente celui de 20 h en 2013,.
En 2023, Marie Laure N'Goran est aussi écrivaine. Elle organise, le jour de son anniversaire, au Sofitel Hôtel Ivoire une séance de dédicace de son tout premier roman intitulé Le combat d’une héroïne, et si c’était une histoire vraie…,, avec pour marraine la ministre Mariatou Koné,. C'est le début d'une nouvelle carrière pour elle.

## Distinction
Par sa détermination, elle se fait remarquer et reçoit différents prix valorisant ainsi  son engagement. De 2015 à 2017, elle reçoit 3 fois le prix EBONY meilleure présentatrice télé, dans la même période de 2016 à 2018, elle est encore trois fois distinguée prix africain du développement. Son dynamisme est récompensé en tant que Chevalier de l'ordre du mérite culturel ivoirien en 2012, puis en 2017, Chevalier de l'ordre national. En 2020 elle est nommée 2 fois en tant que Chevalier de l'ordre de la communication et Officier de l'ordre de la solidarité et de la Paix en novembre 2020.

## Vie privée
Fille de la chanteuse ivoirienne Lou Suzanne Nazou, Marie Laure N'Goran est mariée à un pasteur et mère de 3 garçons.